# ما بعد القومية

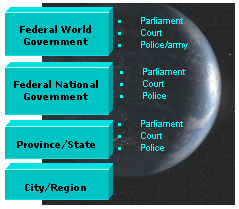

ما بعد القومية، أو غير القومية، 
(بالإنجليزية: Postnationalism)‏، إنها الحالة، أو الاتجاه، الذي تفقد فيه الدول القومية، والهويات الوطنية، أهميتها بالنسبة للكيانات الوطنية، والعالمية.
على الرغم، من أن ما بعد القومية، ليست مشابهة للمعنى الدقيق لمصطلح للقومية، فإن المصطلحات، والافتراضات المرتبطة بها، قد تكون عكس ذلك، لأن ما بعد القومية، هي عملية دولية. فهناك العديد من العوامل، التي تسهم في الجوانب ما بعد القومية، بما في ذلك العناصر الاقتصادية، والسياسية، والثقافية. تحولت العولمةالمتزايدة للعوامل «الاقتصادية» (مثل التوسع في التجارة الدولية في المواد الخام، والسلع، والخدمات المصنعة، وأهمية الشركات متعددة الجنسيات، وتدويل الأسواق المالية) من التركيز على الاقتصاد الوطني، إلى الاقتصاديات العالمية.
في الوقت نفسه، السلطة الاجتماعية - السياسية يتم نقلها جزئيًا من السلطات الوطنية إلى كيانات تتجاوز الحدود الوطنية، مثل الشركات متعددة الجنسيات، الأمم المتحدة، الاتحاد الأوروبي، اتفاق تجاري منطقة أمريكا الشمالية الحرة (نافتا)، والناتو. بالإضافة إلى ذلك، أصبحت وسائل الإعلام، والترفيه، صناعات عالمية بشكل متزايد وتسهل تشكيل الاتجاهات، والآراء على نطاق فوق وطني. تساهم هجرة الأفراد أو الجماعات بين الدول في تشكيل هويات، ومعتقدات ما بعد القومية، على الرغم من أن الالتزام بالجنسية والهويات القومية لا يزال مهمًا في الغالب.

## ما بعد القومية وحقوق الإنسان
في الأدبيات العلمية، يرتبط ما بعد القومية، بتوسيع القانون الدولي، حقوق الإنسان، والقاعدة الآمرة. تنعكس المعايير الدولية لحقوق الإنسان، في الضغط المتزايد على حقوق الأفراد، من حيث «شخصيتهم»، وليس فقط جنسيتهم. لا يعترف القانون الدولي لحقوق الإنسان، بحق غير المواطنين، في دخول أي بلد، ولكنه يطالب بأن يحكم الأفراد، بشكل متزايد بمعايير عالمية ميتافيزيقية بدلاً من معايير خاصة: مثل الدم، العرق، أو التفضيل لجنس معين.
وقد أثر ذلك على قانون الجنسية والهجرة، خاصة في الدول الغربية. على سبيل المثال، شعرت ألمانيا بالضغط على الجنسية القائمة على العرق، والتي استبعدت على سبيل المثال الأتراك المولودين في ألمانيا، من الجنسية الألمانية. العلماء الذين تم تحديدهم بهذه الحجة هم: ياسمين سويزال، وديفيد جاكوبسون، وساسكيا ساسين.